# Christian Troy
 (juillet 2018).
Les informations dans cet article sont mal organisées, redondantes, ou il existe des sections bien trop longues. Structurez-le ou soumettez des propositions en page de discussion.
Avec le temps, il arrive que le contenu présent dans un article devienne désordonné. Il est souvent nécessaire de réorganiser l'article de fond en comble.
- Il faut tout d’abord répartir le contenu de l'article en plusieurs sections. Les informations doivent ensuite être exposées clairement et le plus synthétiquement possible, regroupées par sujet afin d'éviter les doublons. Quelqu'un cherchant une information précise doit pouvoir la trouver rapidement en lisant la section appropriée.
- À l'intérieur de chaque section, le texte, souvent initialement sous la forme de phrases éparses, doit être regroupé dans des paragraphes de quelques lignes, en assurant un enchaînement logique et une cohérence entre les phrases.
- Lorsque l'article ou l'une de ses sections développe trop longuement un point qui n'est pas dans le cœur du sujet traité, il convient de faire une synthèse et de transférer l'ancien contenu dans des articles plus appropriés (en cas de transfert, il faut impérativement respecter la procédure Aide:Scission).

Si vous pensez que ces points ont été résolus, vous pouvez retirer ce bandeau et améliorer le plan d'un autre article.
Christian Troy est l'un des personnages fictifs principaux de la série télévisée Nip/Tuck, interprété par Julian McMahon. 

## Histoire
Son ambition l'a poussé à devenir le meilleur chirurgien plasticien de Miami avec son associé et ami Sean McNamara. Comparé avec Sean, Christian a peu de scrupules, il adore l'argent, les voitures de sport et surtout il est obsédé par le sexe. Il collectionne les filles d'un soir,,.
Christian reste un homme profondément malheureux. Au cours de la série, il évoque à plusieurs reprises son enfance difficile: il a été abandonné par sa mère (adulte, il découvrira qu'il est né d'un viol) et son père adoptif lui faisait subir des sévices sexuels. Christian a fini par perdre la foi, ce qui rend son prénom très ironique: en anglais, « Christian » est non seulement un prénom, mais aussi le terme qui signifie « chrétien ». 
Conscient de la vanité de son existence, il essaie d'y remédier, mais en vain. Seul un fils pourrait l'en sortir, et il croit être le père de l'enfant d'une de ses maîtresses, Gina
. Mais il s'avère que cet enfant n'est pas le sien et que le père le réclame. Christian apprend alors qu'il est le père biologique de Matt, le fils supposé de Sean, ce qui provoque une bagarre entre eux et fissure pour un temps leur amitié,.
Plusieurs mois plus tard, Sean accepte de soigner les victimes du « Découpeur », ce qui fait de lui sa prochaine victime. Sean attendait la visite du « Découpeur », mais c'est Christian qui est visé
. Christian est par la suite soupçonné d'être le « Découpeur » et arrêté par le détective Kit McGraw (elle-même en réalité sœur du criminel) dans la troisième saison. Dans un des épisodes de la cinquième saison, Christian dévoile en plein repas son curriculum vitæ et cite : « Deux atouts majeurs sont nécessaires pour un chirurgien esthétique: avoir des doigts de fées et une b... énorme ».
Après son agression par le découpeur, Christian demande Kimber en mariage. Le jour du mariage, celle-ci semble se dérober à sa promesse, aussi on voit écrit sur un miroir « I just can't ». Plus tard on apprendra qu'elle était en fait retenue par le découpeur qui la torturera une bonne partie de la saison 3,
. Quand Kimber est retrouvée, Christian semble toujours vouloir épouser Kimber, mais celle-ci refuse et le quitte. 
Quand la clinique de Miami est rachetée, Christian entretient une liaison avec la femme du racheteur : Michelle. Celle-ci sera amenée à tuer son mari, ce qui ouvre la voie à une belle relation avec Christian. Les secrets de Michelle ressurgissent à la fin de la saison 4, et Christian part avec Wilbur s'installer à Los Angeles. 
Après avoir déménagé à Los Angeles
, suivi de Sean et Lise, Christian enchaîne à nouveau les filles jusqu'à tomber malade. Atteint d'un cancer du sein, il est soutenu par Lise lors de chimiothérapie, et finit par coucher elle. Par la suite ils entament une liaison qui cessera rapidement et Lise repart vivre à Miami. Plus tard, apprenant la rechute de son cancer, Christian part chercher Lise à Miami et la demande en mariage, celle-ci accepte. La raison de leur mariage soudain n'est pas cachée : Christian n'a que 6 mois à vivre et veut les passer avec Lise et Wilburt, qui considère cette dernière comme sa mère. Le mariage a lieu au dernier épisode de la saison 5, au cours duquel Kimber se lève et quitte la cérémonie avant de que le prêtre ne déclare Christian et Lise mariés. À la fin de saison 5, Christian apprend par téléphone qu'il y a eu une erreur de dossier médical : il n'est pas mourant mais en voie de rémission. 
Le début de la sixième saison marque le divorce de Christian et Lise, qui s'amorce mal étant donné que Lise est bien décidée à dépouiller Christian. Celle-ci se rend finalement compte que cela ne servira à rien et arrête les poursuites. Christian est ensuite amené à rencontrer Kimber régulièrement, celle-ci ayant une relation avec un nouvel associé qui n'est autre que Mike. Le couple va jusque se fiancer, mais jalouse Christian intervient et finit par récupérer Kimber. Plus tard Kimber tombe enceinte et émet son envie garder l'enfant, mais Christian n'est pas du même avis : il lui pose un ultimatum, où elle se marie avec lui, où ils se séparent et Kimber élèvera l'enfant seule. Kimber décide finalement de se faire avorter, mais une complication survient, elle ne pourra plus avoir d'enfants. Christian semble insensible à cette nouvelle, et prépare le mariage avec nonchalance.
Christian, fidèle à ses vieilles habitudes, ne reste pas fidèle longtemps. Kimber n'est pas dupe, et tombe dans les bras de Sean. Le couple traverse une période difficile où Kimber « ne sait plus qui elle est, ni qui Christian est », et celle-ci mettra un terme à sa relation avec le meilleur ami de son mari. Après une nouvelle expérience sexuelle désastreuse, Christian confie à Kimber qu'il ne veut pas vieillir à ses côtés et que leur relation est terminée. Kimber va alors retrouver Mike, qui semble heureux dans les bras de jeunes mannequins sur son bateau. Kimber décide alors de se suicider et saute du bateau de Mike.

## Présence dans une nouvelle
Il fait partie des protagonistes de la nouvelle Séries all Fucker de l'auteur français Samy Baroukh, publiée en 2015 aux éditions Edilivre.